# Ardbeg

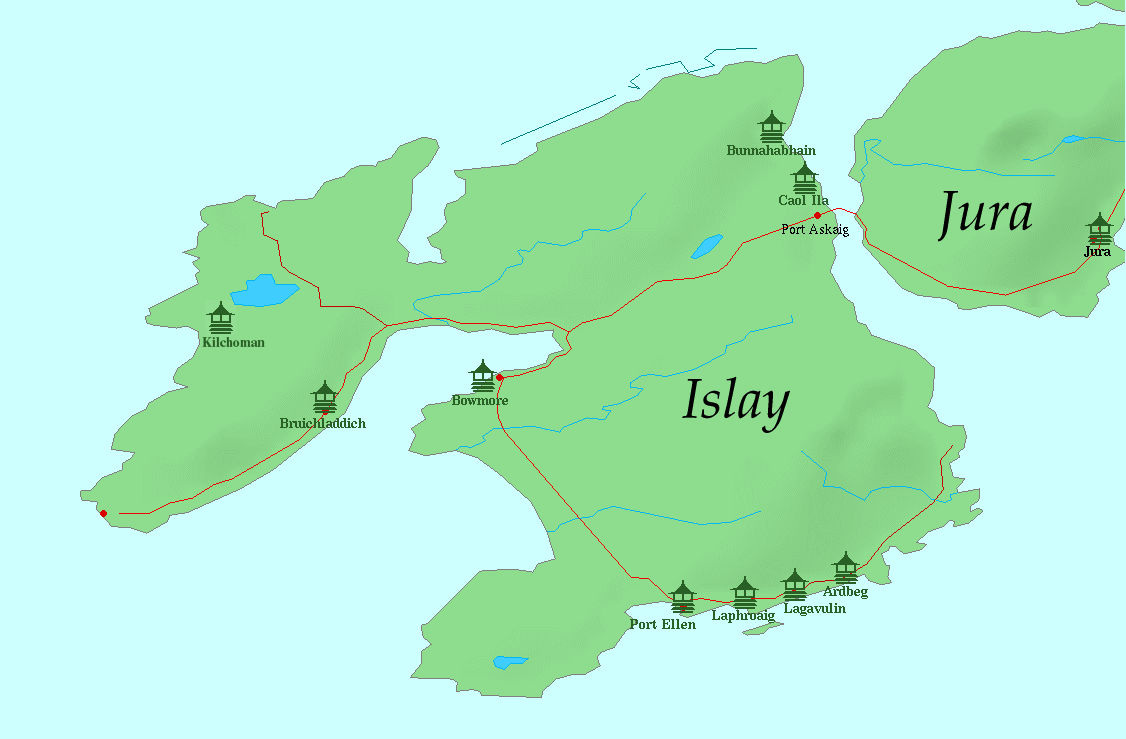
Mapa wyspy Islay z zaznaczonymi wszystkimi destylarniami

Ardbeg – destylarnia single malt whisky na szkockiej wyspie Islay. Znana z produkcji silnie torfowych whisky, co jest efektem wykorzystywania do ich produkcji słodu, który zawiera 55–60 ppm związków fenolowych nadających charakterystyczny smak i aromat.
Destylarnia Ardbeg mieści się na południowym wybrzeżu wyspy Islay, znajdującej się na wewnętrznym paśmie Hebrydów w hrabstwie Argyll and Bute.

## Historia
Założona została w 1815 roku. Produkcję zatrzymano w 1981 roku, lecz wznowiono, w ograniczonych ilościach, w 1989. W 1997 roku zakupiona przez firmę Glenmorangie, od 1998 roku pracuje pełną mocą około 950 000 litrów rocznie. Aktualnie trwające inwestycje mają podwoić moce produkcyjne destylarni do 2019 roku. Właścicielem firmy jest francuski koncern LVMH.
W 2008 10-letni Ardbeg otrzymał tytuł Whisky Roku 2008 oraz Szkocki Single Malt Roku.
6 czerwca 2013 roku na terenie kompleksu City Park w Poznaniu otwarto pierwszą w Polsce oficjalną Ambasadę Ardbeg - WhiskyBar88. Od 16 lutego 2018 Ambasada Ardbega mieści się w Domu Whisky w Warszawie.

## Butelkowanie
Edycje podstawowe:

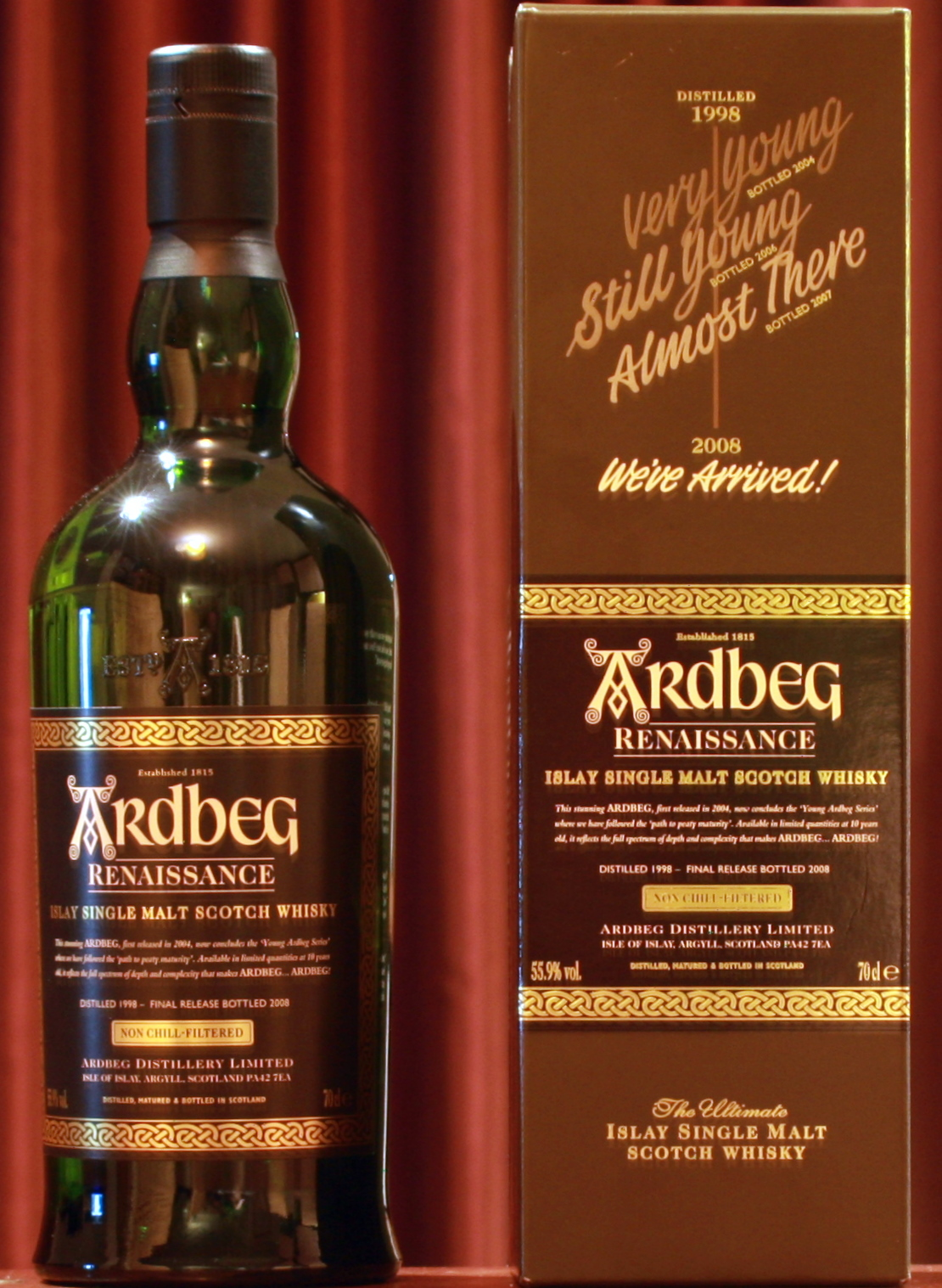
Ardbeg Renaissance – we’ve arrived!

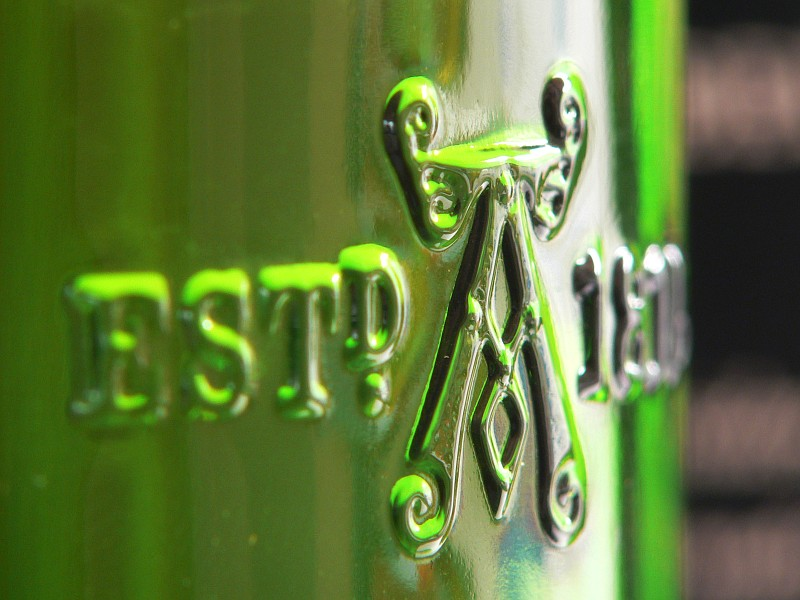
detal na butelce

- Ardbeg Ten Years Old (dostępny od 2008 r.)[6]
- Ardbeg An Oa (dostępny od 2017 r.)[7]
- Ardbeg Uigeadail (dostępny od 2003 r.)[8]
- Ardbeg Corryvreckan (dostępny od 2009 r.)[9]

Edycje limitowane:
- Lord of the Isles (2001-2007)[12]
- Ardbeg Very Young (2004)
- Ardbeg Still Young (2006)
- Ardbeg Airigh Nam Beist (2006-2008)[13]
- Ardbeg Almost There (2007)
- Ardbeg Mór (2007, 2008)
- Ardbeg Double Barrel (2007)
- Ardbeg Renaissance (2008)
- Ardbeg Blasda (2008)
- Ardbeg Supernova (2009, 2010, 2015)
- Ardbeg Alligator (2011)
- Ardbeg Galileo (2012)
- Ardbeg Ardbog (2013)
- Ardbeg Auriverdes (2014)[14]
- Ardbeg Kildalton (2014)[15]
- Ardbeg Perpetuum (2015)[16]
- Ardbeg Dark Cove (2016)[17]
- Ardbeg Twenty One (2016)[18]
- Ardbeg Kelpie (2017)[19]
- Ardbeg Twenty Something (2017)[20]
- Ardbeg Spectacular (2024)[21]
- Ardbeg Vintage_Y2K 23 Years (2024)[22]
- Ardbeg Eureka (2025)[23]
- Ardbeg Smokiverse (2025)[24]